# Йохан III (Мекленбург-Щаргард)
Йохан III фон Мекленбург-Щаргард „Стари“ (на немски: Johann III., Herzog von Mecklenburg-Stargard; Johann der Ältere; * 1389; † 31 декември 1438) е херцог на Мекленбург-Щаргард (1416 – 1438), господар на Щернберг, Фридланд, Фюрстенберг, Лихен и Верле. За да се различава от херцог Йохан V фон Мекленбург той е наричан също „Йохан Стари“.

## Биография
Той е син на херцог Йохан II фон Мекленбург-Щаргард „Млади“ (1370 – 1416) и съпругата му Катарина (Вилайда) от Литва (ок. 1369/1374 – 1422), дъщеря на литовския велик княз Алгирдас (Olgierd) († 1377) и втората му съпруга Юлиана Александровна Тверска († 1391). Майка му е сестра на полския крал Владислав II Ягело († 1434). Има две сестри Хедвиг (1390 – 1467), абатиса на манастир Рибниц (1427 – 1467), и Агнес (ок. 1400 – 1467), омъжена за херцог Ото II от Померания-Щетин († 1428).
През 1416 г. Йохан III поема от баща си господството Щернберг. По неизвестни причини той попада в пленство в Бранденбург, от където е освободен след клетва за вярност на 28 юни 1427 г. През 1436 г. той наследява заедно с братовчед му Хайнрих фон Мекленбург-Щаргард и херцога на Мекленбург-Шверин, Хайнрих IV, господството Верле.
Йохан III се жени на 14 октомври 1430 г. за принцеса Лутруд фон Анхалт-Кьотен († 4 юни 1465/11 юни 1474), дъщеря на княз Албреххт IV фон Анхалт-Кьотен († 1423) и Елизабет фон Мансфелд († 1413/1417). Съпругата му е роднина на Вилхелм фон Верле. Те нямат деца.
Той умира на 31 декември 1438 г. и е погребан вероятно в Щернберг. Братовчед му Хайнрих фон Мекленбург-Щагард наследява страната.